# Точка (тактичний ракетний комплекс)
«То́чка» (індекс ГРАУ — 9К79, за класифікацією НАТО — SS-21 Scarab A, за Договором РСМД — ОТР-21) — радянський тактичний (дивізійний) ракетний комплекс. Розробка почалася 1968 року у Коломенському КБ машинобудування. Офіційно прийнятий на озброєння Радянської Армії 1975 року, серійне виробництво ракет почалося 1973 року.
Комплекс базується на повнопривідному плавучому шасі БАЗ з формулою 6×6. Ракета комплексу має боєголовку масою 482 кг, і могла оснащуватися різними типами бойової частини, включно із ядерною. Дальність польоту ракети 15—70 км. На відміну від попередніх радянських ракетних комплексів, «Точка» керована аеродинамічними рулями, що забезпечувало кругове імовірне відхилення близько 250 м.
Модернізований ракетний комплекс отримав найменування 9К79-1 «Точка-У» (позначення НАТО — Scarab B) і почав надходити у війська 1989 року. «Точка-У» мала збільшену до 120 км дальність і поліпшене до 160 м кругове імовірне відхилення.

## Історія
До розробки комплексу «Точка» на озброєнні військ СРСР перебували ракетні комплекси «Луна-М», точність і дальність яких не відповідали сучасним вимогам. Розробка нового комплексу була розпочата за постановою Ради Міністрів № 148-56 від 4 березня 1968 року, згідно з якою головним виконавцем було призначено КБ машинобудування (Коломна) під керівництвом зброяра Сергія Непобєдимого. Було визначено й інші підприємства-учасники проєкту: шасі мав виготовляти Брянський автомобільний завод (БАЗ), систему управління розробляв ЦНДІ автоматики та гідравліки, пускову установку — виробниче об'єднання «Барикади».
Випробування нового комплексу розпочалося через три роки, у 1973 році вже почалося серійне виробництво, але на озброєння Радянської армії комплекс надійшов лише з 1975 року. Комплекс оснащувався ракетами 9М79 у двох варіантах бойової частини: осколково-фугасному та ядерному. Дальність польоту нової ракети становила 70 км з круговим імовірнісним відхиленням (КІВ) у 250 метрів.
Одразу після прийняття комплексу на озброєння розпочалися роботи над модифікацією ракети, оснащеної новими електронними компонентами. У результаті модернізації нова ракета, обладнана пасивною радіолокаційною головкою самонаведення, у 1983 році отримала позначення «Точка-Р». Однак новою вимогою військових представників було покращення тактико-технічних характеристик комплексу, насамперед — збільшення дальності польоту та підвищення точності. З 1984 року почалися роботи над черговою модернізацією всього комплексу, що отримав назву «Точка-У» (індекс ГРАУ — 9К79-1, позначення НАТО — SS-21 Scarab B). Випробування проводилися з 1986 по 1988 рік, а через рік комплекс був прийнятий на озброєння та почав надходити до військ на заміну ранніх модифікацій.
Виробництво ракет здійснювалося на Воткінському машинобудівному заводі (за іншими даними — на Петропавлівському заводі важкого машинобудування, м. Петропавловськ, Казахська РСР), виробництво спеціальних шасі для пускових установок (ПУ) БАЗ-5921 і транспортно-заряджальних машин (БАЗ-5922) — на Брянському заводі спеціального автомобілебудування, складання ПУ здійснювалося на ВО «Барикади». У виробничому циклі складових ракетного комплексу були задіяні підприємства всього Радянського Союзу.

## Склад комплексу
До складу ракетного комплексу входять:
- ракета 9М79 (для комплексу «Точка-У» — 9М79М) з різними типами бойових частин;
- пускова установка 9П129 (9П129-1М);
- транспортно-заряджальна машина 9Т218;
- транспортна машина 9Т238;
- автоматизована контрольно-випробувальна машина 9В819-1;
- машина технічного обслуговування 9В844;
- комплект арсенального обладнання 9Ф370-1.

Виробництво ракет велося на Воткінському машинобудівному заводі, виробництво спеціальних шасі для пускових установок БАЗ-5921 і транспортно-заряджаючих машин (БАЗ-5922) — на Брянському заводі спеціального автомобілебудування, складання ПУ здійснювалася на ВО «Барикади». У виробничому циклі складових частин ракетного комплексу були залучені підприємства всього Радянського Союзу.

## Ракета

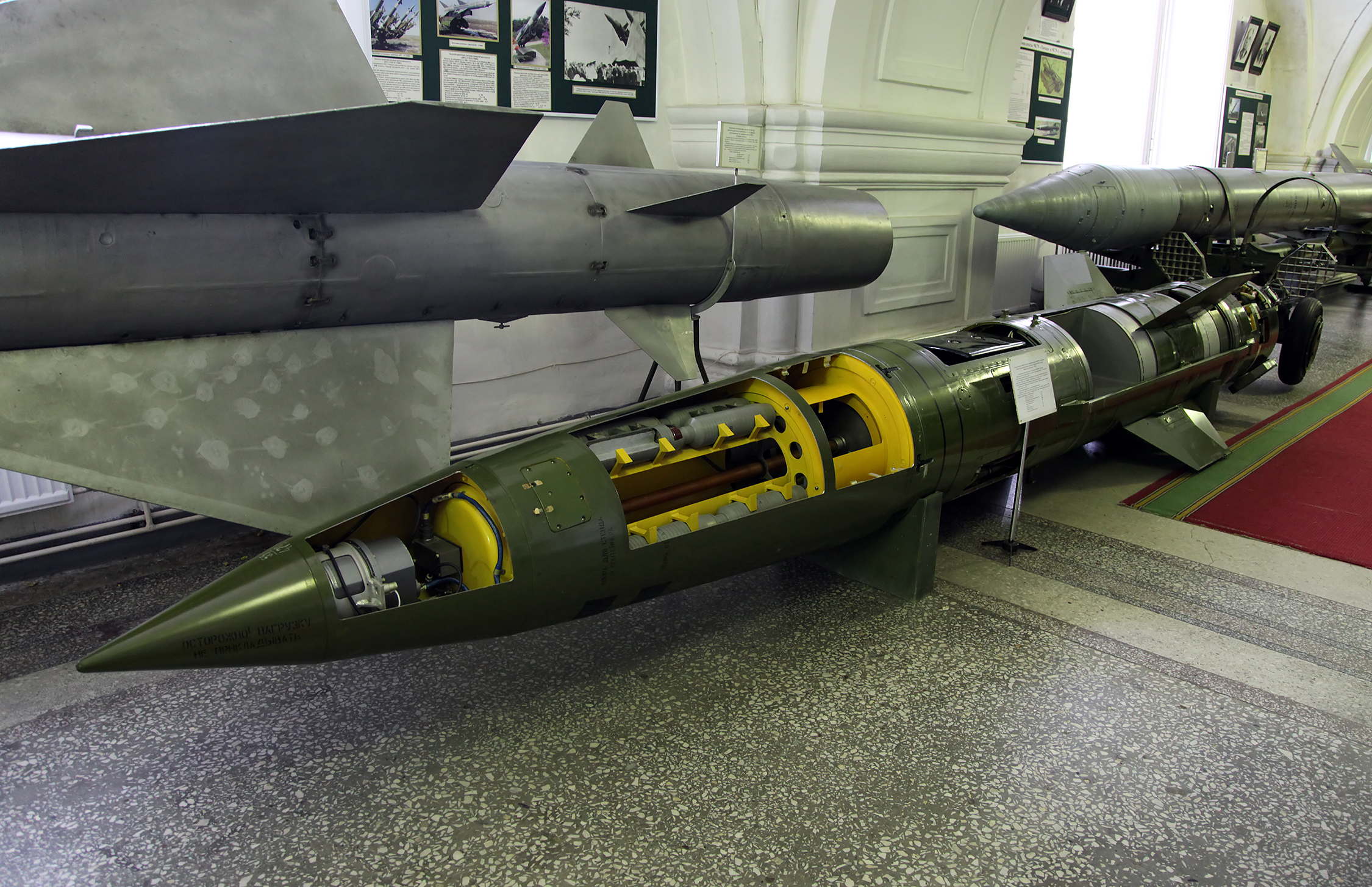
Ракета з касетною бойовою частиною 9Н123К

Ракета 9М79 (9М79М) відрізняється від ракет попередніх тактичних ракетних комплексів (8К14 чи ТРК «Луна») тим, що управління польотом ракети здійснюється не управлінням за допомогою часу роботи двигуна і не заданням початкового кута запуску, а за допомогою аеродинамічних елементів управління — крил і рулів оригінальної ґратчастої конструкції. Крім того, аеродинамічні рулі продубльовані газодинамічними, встановленими на виході сопла реактивного двигуна. При цьому коригується не тільки балістична траєкторія, але й здійснюється наведення на кінцевій її ділянці (у тому числі і за командами радіолокаційної головки самонаведення). Газодинамічні рулі забезпечують управління на початковій ділянці траєкторії, коли при низькій швидкості польоту аеродинамічні недостатньо ефективні.

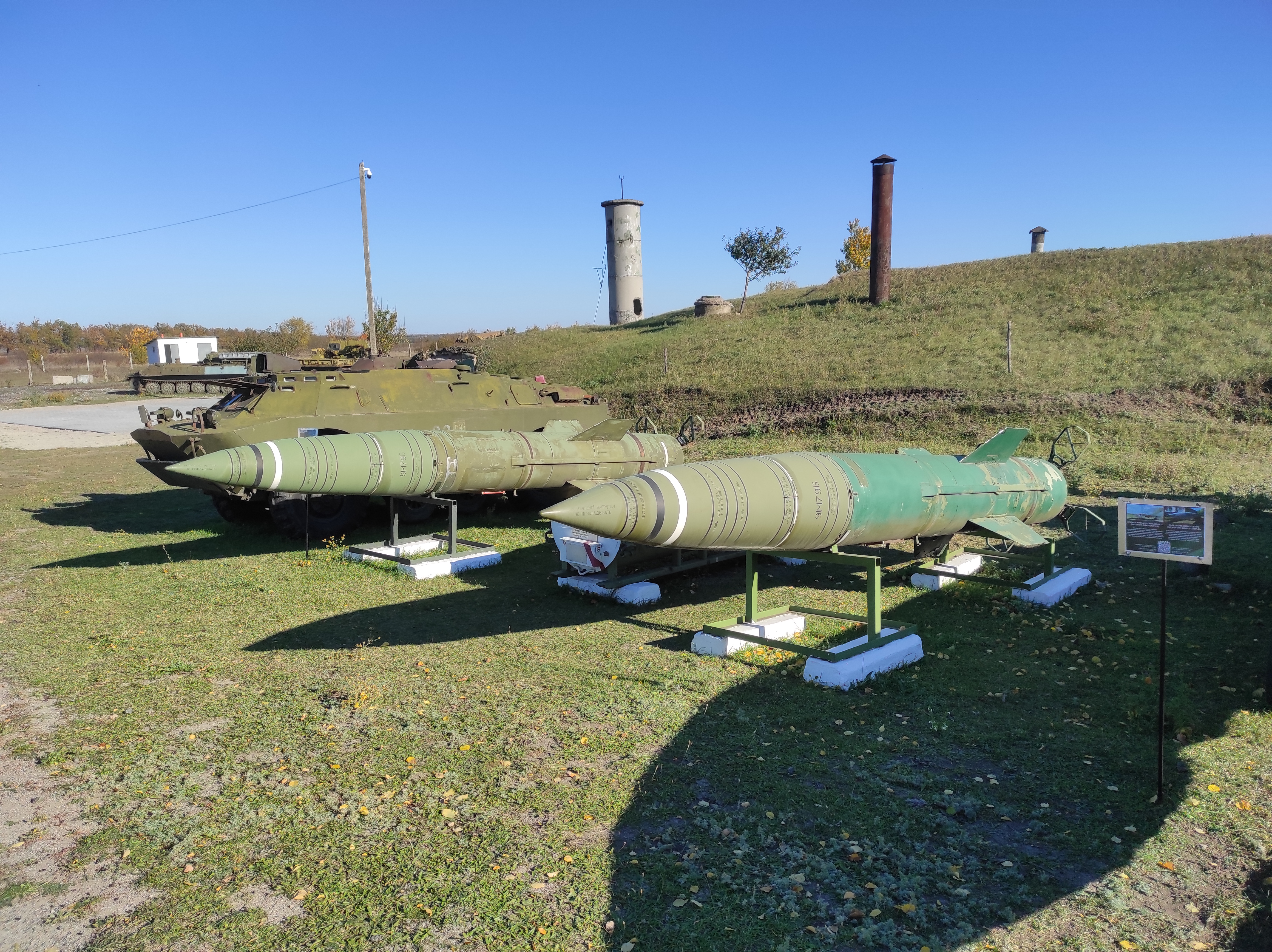
Дві ракети 9М79 в музеї РВСП

Ракети забезпечені однорежимним реактивним двигуном на твердому паливі, що забезпечує високу готовність комплексу до бойового застосування, на відміну від комплексів з ракетами на рідкому паливі, де операції із заправки ракет забирали багато часу, при цьому зберігатися заправлені ракети могли тільки дуже обмежений час.
Спочатку комплекс розроблявся під застосування спеціальної (ядерної) бойової частини (АА-60). Крім неї були розроблені осколково-фугасна (9Н123Ф) і касетна (9Н123К) бойові частини, а також бойові частини з пасивною радіолокаційною головкою самонаведення (модифікація «Точка-Р», початок розробки — 1971). Бойова частина невідокремлювана.
Ракети з бойовими частинами, оснащеними пасивною радіолокаційною головкою самонаведення (ГСН), призначені для ураження цілей, оснащених радіолокаційними станціями. Зокрема, такі ракети застосовувалися в стаціонарних берегових протикорабельних комплексах.

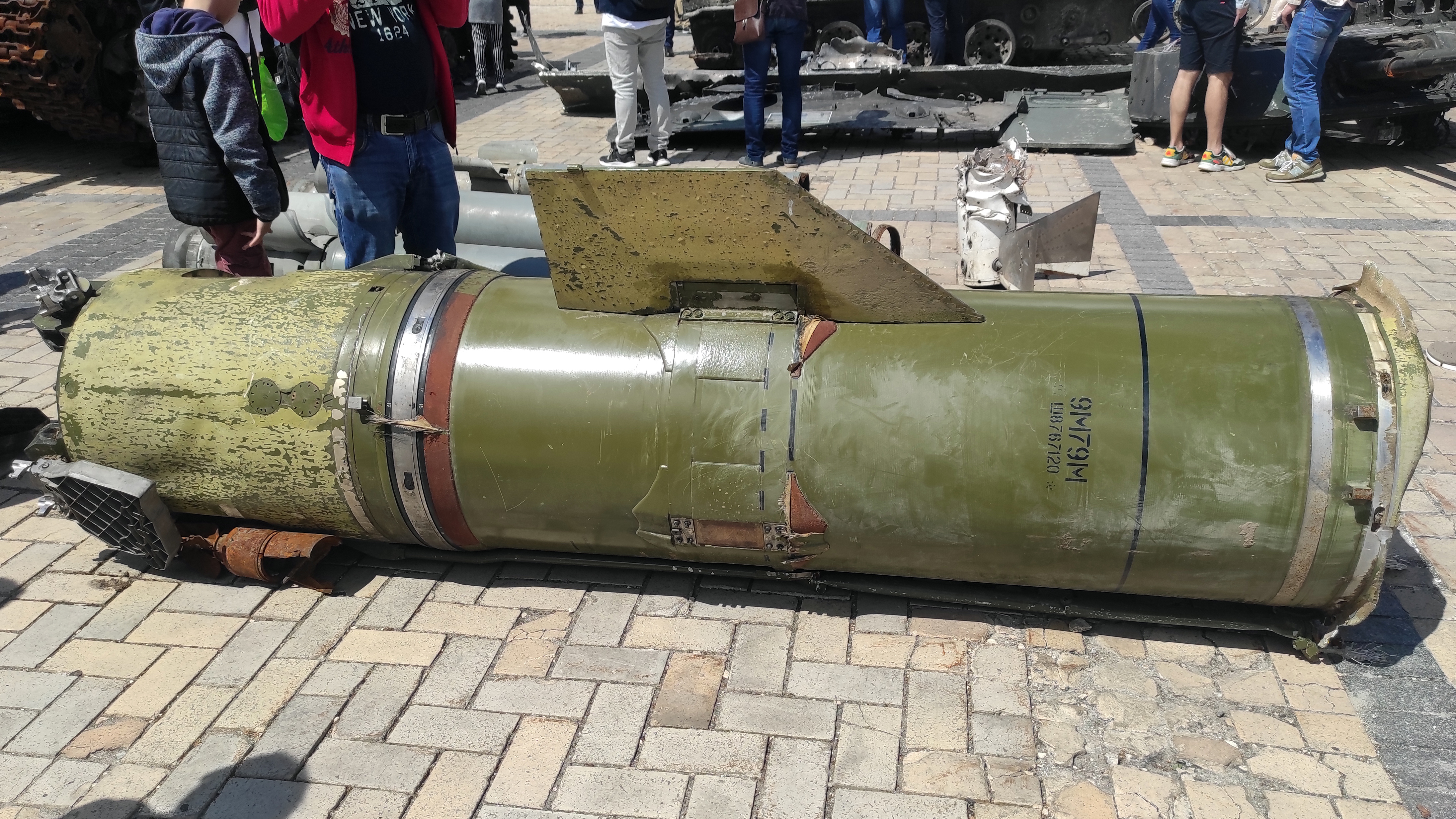
Двигун від Точки-У на Михайлівській площі, травень 2022 року

Бойова частина і двигун під час польоту в «Точки» не відокремлюються, проте корпус ракетної частини має високу міцність, тому навіть підрив фугасної бойової частини його не руйнує. Отже, під час застосування ракет і з касетною, і з фугасною бойовою частиною корпус ракетної частини (де розміщується твердопаливний заряд двигуна) залишається майже неушкодженим.

### Осколково-фугасна бойова частина (9Н123Ф)

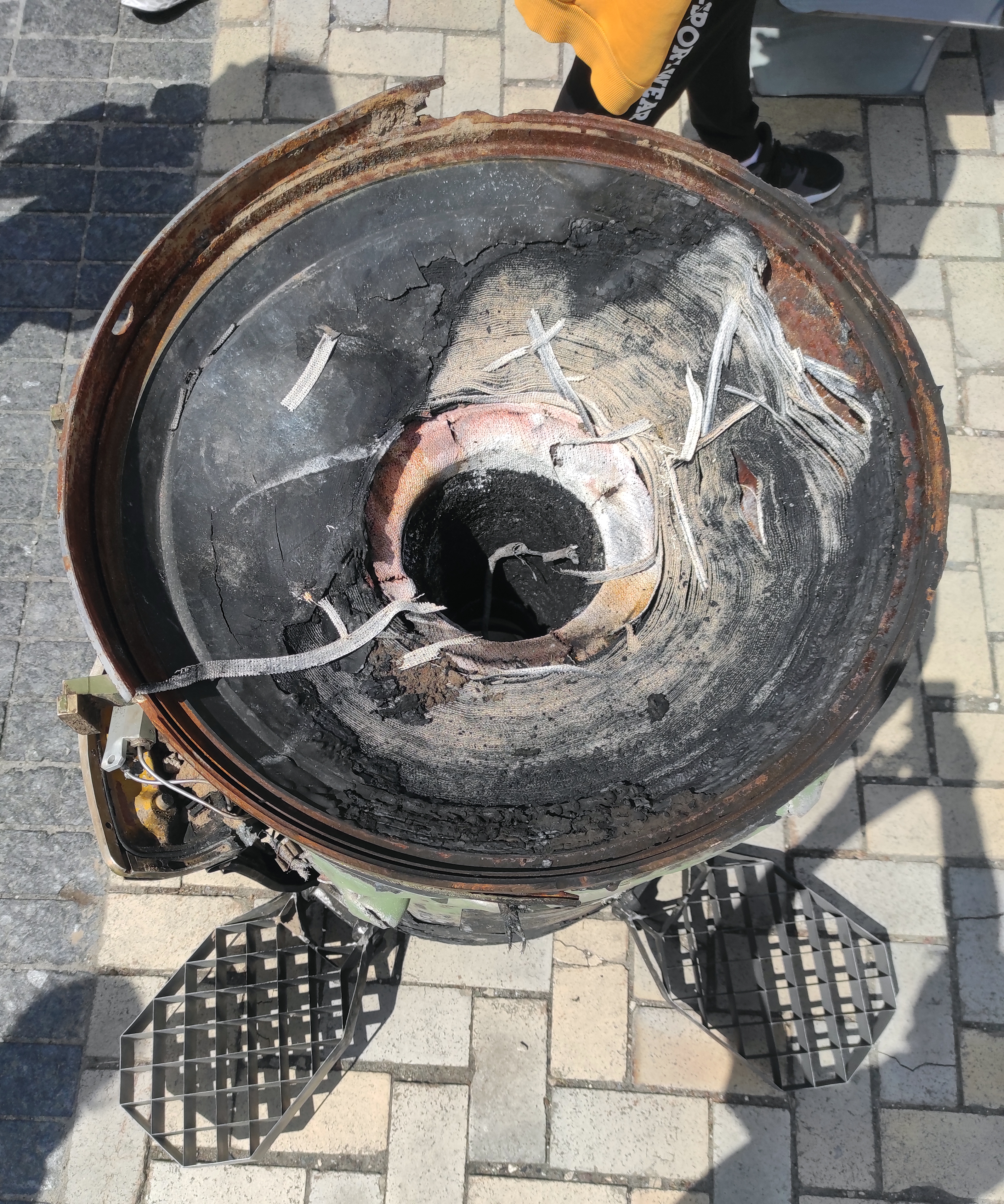
Сопло ракети 9М79М на Михайлівській площі

Підрив осколково-фугасної бойової частини для більшої ефективності проводиться на висотах близько 10—20 метрів. При цьому бойова частина (БЧ) спроектована таким чином, що при підриві утворюється сфокусована вибухова хвиля і спрямований струмінь осколків. При цьому сама ракета здійснює доворот до положення, близького до вертикального по відношенню до поверхні землі. Все це разом підвищує ефективність дії бойової частини зі знищення заглиблених командних пунктів або складів інфраструктури противника. Максимальна площа зони повного ураження для цієї БЧ становить 3 га.
При застосуванні ракети з осколково-фугасною бойовою частиною масою 482 кг (вибухова речовина суміш 20 % тротилу і 80 % гексогену, гексоліт ТГ20 — 162,5 кг) та підриві на висоті 20 м забезпечує ураження цілей на площі 2-3 га. При цьому утворюється до 6000, 4000, та 4500 уламкових елементів масою по 20,6, 10 та 5,47 г відповідно. Сукупна кількість осколків — 14 500.

### Касетна бойова частина (9Н123К)
Касетна бойова частина розкривається на висоті близько 2250 м, вишибним зарядом розкидається 50 касетних бойових елементів осколково-фугасної дії 9Н24 з контактним підривачем та близько 316 готовими уламками кожен.
Призначена така бойова частина для ураження живої сили і неброньованої техніки, розташованої на відкритій місцевості. Максимальна площа зони повного ураження для цієї БЧ становить 7 гектарів.

### Ядерна бойова частина (9Н39/9Н64)

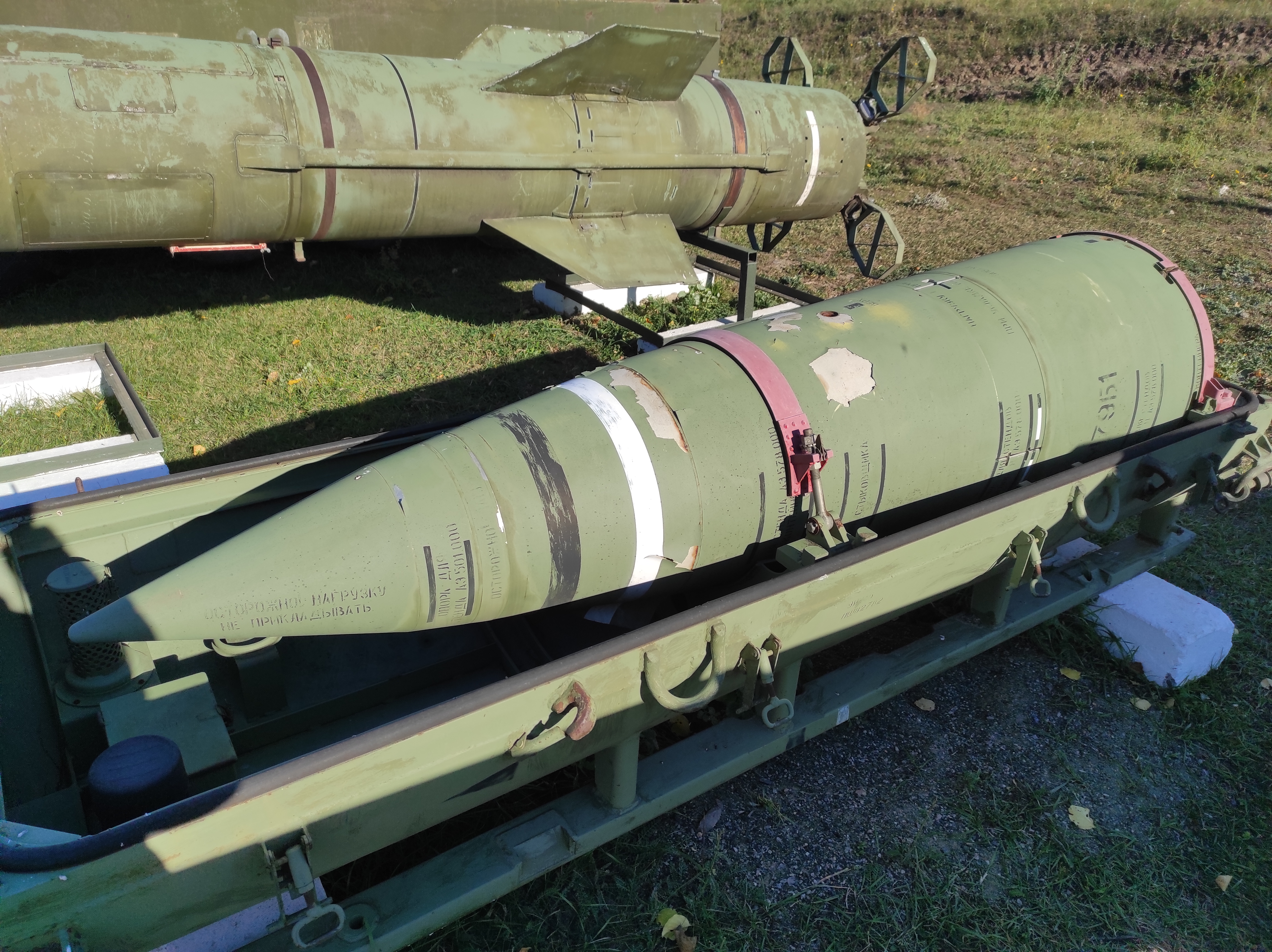
Ракета 9М79Б1 в транспортному контейнері.

- Ракета 9М79Б з ядерною бойовою частиною 9Н39 та ядерним зарядом АА-60, потужністю 10 Кт[2]
- Ракета 9М79Б1 з ядерною бойовою частиною 9Н64 та ядерним зарядом АА-86, потужністю до 100 Кт[1]
- Ракета 9М79Б2 з спеціальною ядерною бойовою частиною та ядерним зарядом АА-92, потужністю до 200 Кт[2]

### Бортова система управління
Ракета має автономну інерціальну бортову систему управління (БСУ) з гіростабілізованою платформою (ГСП) та бортовим цифровим обчислювальним комплексом (БЦОК). У БСУ реалізовано алгоритм термінального наведення на ціль, коли траєкторія ураження розраховується протягом усього польоту, і ракета керується аж до падіння в точку прицілювання. Це відрізняє «Точку» від більш ранніх тактичних ракетних комплексів, наприклад, 9К72 «Ельбрус», у якому застосовано функціональний метод наведення — коли керування ракетою полягає у визначенні моменту вимкнення двигуна (зазвичай при досягненні заданої величини та напрямку швидкості руху ракети, так звана «функція відсічення тяги за псевдошвидкістю»), а далі ракета (або її бойова частина) рухається за траєкторією вільно кинутого тіла.
До складу БСУ входять ГСП (або командно-гіроскопічний прилад — КГП), дискретно-аналоговий обчислювальний пристрій (ДАОП), блок автоматики гідроприводу, блок керування турбогенераторним джерелом живлення (ТГДЖ) та датчик кутових швидкостей і прискорень типу ДУСУ1-30В, які розташовані всередині корпусу приладового відсіку. Виконавчими органами БСУ є решітчаті аеродинамічні рулі, що приводяться в дію гідравлічними рульовими машинками. На стартовій ділянці траєкторії, коли швидкість ракети є недостатньою для ефективної дії аеродинамічних рулів, керування здійснюється за допомогою газоструминних рулів із тугоплавкого вольфрамового сплаву, встановлених на одному валу з решітчатими.
Живлення бортових споживачів електроенергією здійснюється від турбогенераторного джерела живлення, яке наводиться у обертання гарячим газом, що виробляється блоком газогенераторів. І гідропривод рулів (у складі 4 рульових машинок та живильної гідравлічної установки), і ТГДЖ (що включає газотурбінний блок, блоки опорів і регуляторів) розташовані в хвостовому відсіку. Електричний зв’язок між приладами в приладовому та хвостовому відсіках здійснюється за допомогою комплекту кабелів через кабельні стволи в корпусі ракети.

## Пускова установка
Пускова установка змонтована на тривісному амфібійному автомобільному шасі БАЗ-5921. Передня і задня пари коліс — керовані, що забезпечує відносно невеликий радіус повороту — 7 метрів. Склад апаратури пускової установки забезпечує можливість абсолютно автономного її застосування, до її складу входять:
- Бортова ЦОМ;
- Спеціальний гірокомпас, що забезпечує націлювання ракети по оптичному каналу;
- Пульт установки польотних даних;
- Апаратура топогеодезичної прив'язки;
- Радіостанція Р-173;
- Фільтро-вентиляційна установка.

До обслуги пускової установки входять чотири військовослужбовці: начальник обслуги, заступник начальника обслуги (він же — старший оператор-обчислювач), механік-водій, оператор.

## Витрати ракет
Витрати ракет для знищення цілей за точності визначення координат цілі 50 м:
- Пускові установки РСЗВ — 2 × 9М79К або 4 × 9М79Ф
- Батарея ракет типу MGM-52 — 2 × 9М79К або 4 × 9М79Ф
- Батарея САУ або буксированих гармат — 1 × 9М79К або 2 × 9М79Ф
- Вертольоти на посадкових майданчиках — 1 × 9М79К або 2 × 9М79Ф
- Склади боєприпасів — 1 × 9М79К або 3 × 9М79Ф
- Ураження живої сили, неброньованої техніки, літаків на стоянці тощо:
  - На площі 40 га — 2 × 9М79К або 4 × 9М79Ф
  - На площі 60 га — 3 × 9М79К або 6 × 9М79Ф
  - На площі 100 га — 4 × 9М79К або 8 × 9М79Ф

## Бойове застосування

### Російсько-чеченські війни
Комплекс «Точка-У» використовувався 58-ю армією РФ для знищення об'єктів у Чечні під час першої та другої російсько-чеченських воєн. Цілі попередньо виявлялися засобами космічної розвідки. Зокрема, комплекс застосовувався для завдавання ударів по складам і табору визволителів у районі Бамута, у спецоперації в селі Комсомольському в березні 2000 року.

| Ще одна спроба піти з села — на стику позицій п'ятсот третього полку і підрозділів МВС — була зірвана завдяки застосуванню оперативно-тактичної ракети «Точка-У». Зона суцільного ураження зайняла площу близько 300 на 150 метрів. Ракетники спрацювали філігранно — удар припав точно по повстанцях, не торкнувшись російських військ. |
| — Г. Н. Трошев, «Чеченський злам: Щоденники і спогади» |

21 жовтня 1999 року, внаслідок масованого удару ракетами комплексу «Точка-У» по будівлях неподалік Центрального ринку міста Грозний загинуло близько 140 мирних мешканців, іще близько 400 дістали поранення. Справжня ціль удару — збори польових командирів в будівлі Генерального штабу — вражена не була. За характером ушкоджень можна припустити, що були використані ракети з касетною бойовою частиною. Попри знайдені рештки ракет та інші беззаперечні докази, офіційні представники влади, в тому числі тогочасний голова російського уряду Путін висловили абсурдні заперечення.

### Російсько-грузинська війна (2008)
Комплекси застосовувалися російською армією під час бойових дій у невизнаній Південній Осетії (юридично північна частина Грузії) 8—12 серпня 2008 року.

### Громадянська війна в Сирії
Застосовуються урядовими військами проти опозиційних сил.
Переважно були помічені комплекси з ракетами 9М79 з осколково-фугасною бойовою частиною 9Н123Ф. Були також зафіксовані рештки бойової частини-контейнера для касетних боєприпасів 9Н123К. 22 травня 2018 року в провінції Ес-Сувейда були зафіксовані вже самі бойові елементи 9Н24 касетної бойової частини.
9 лютого 2021 року з російської авіабази Хмеймім було здійснено кілька пусків ракет «Точка-У» в напрямку нафтопереробного заводу неподалік міста Тархін. Відомо, що одна ракета впала невдовзі після старту, а одна досягла цілі. Інформація про руйнування та жертв відсутня.

### Війна на сході України
Ракетні комплекси «Точка-У» використовувалися 19-ю ракетною бригадою українських збройних сил проти угруповань проросійських бойовиків і сил вторгнення регулярної російської армії.
Заступник міністра юстиції — уповноважений у справах Європейського суду з прав людини (ЄСПЛ) Іван Ліщина в листопаді 2017 року заявив, що Луганський аеропорт був знищений в результаті обстрілу тактичними ракетами «Точка» з території Росії у 2014 році. Українські військові залишили аеропорт «Луганськ» 1 вересня 2014 року. Тодішній міністр оборони Валерій Гелетей заявив, що під час обстрілу аеропорту російські військові використовували самохідний міномет «Тюльпан». В червні 2019 року український інтернет-ресурс «Український мілітарний портал» оприлюднив фотографії російського найманця з групи «Вагнера» зроблені ним на руїнах Луганського аеропорту. На одній з фотографій видно рештки ракети комплексу «Точка-У».
В травні 2015 року українська розвідка повідомляла про перебування двох російських комплексів «Точка-У» у тимчасово окупованій Макіївці.
До початку війни роботи з продовження ресурсу ракет українських комплексів «Точка-У» здійснювались або в Росії, або російськими фахівцями в Україні. Однак, активісти «Українського мілітарного порталу» на основі кадрів передачі «Про військо» у вересні 2018 року припустили, що на «Південмаші» було налагоджено процес з продовження ресурсу ракет незалежно від російської сторони.
19 лютого 2022 року в відео на каналі «Мілітарний» голова фонду «Повернись живим» Тарас Чмут високо оцінив комплекс, в тому числі його попереднє застосування та перспективи в разі повномасштабного нападу РФ. Він пояснив, що російська пропаганда багато років цілеспрямовано вела інформаційну кампанію про низьку влучність та недостатню надійність комплексу, щоб дискредитувати найпотужнішу наявну на той момент в ЗСУ далекобійну систему. Тобто, заявлене кругове відхилення не є вичерпним показником: за точного, до одного метра, цілевказання та визначення координат пускової установки, ракета летить точно в ціль. Невдалі пуски ж в основному були спричинені застарілим чи хибним цілевказанням або невірним визначенням координат, що видавалось росіянами за технічні характеристики і використовувалось пропагандою для звинувачення України в невибірковому враженні.

### Російське вторгнення в Україну (з 2022)
З початком російського вторгнення 2022 року комплекси «Точка-У» активно застосовують обидві сторони. Попри офіційне зняття комплексу з озброєння російської армії існують численні докази того, що він був повернутий зі складів під час ескалації агресії проти України у повномасштабну війну. За розрахунками Defense Express на озброєнні в Росії залишилось 100—150 самохідних пускових установок «Точка-У», з них частину вже повернули в дію, і 1000—1500 ракет «Точка-У».
Відомо, що російська армія здійснювала пуски не лише з окупованих території сходу України, а й з території Білорусі. 5 березня 2022 року на аеродром у Мачулищі (Білорусь) доставили ОРК «Точка-У», пізніше колона з 30 машин виїхала в південно-східному напрямку до кордону з Україною.
Для перекидання пускових установок комплексів Точка-У в Білорусь російські військові застосували транспортні літаки Ан-124, що належать російському державному підприємству «224-ый летный отряд», підпорядкованому Міноборони РФ.

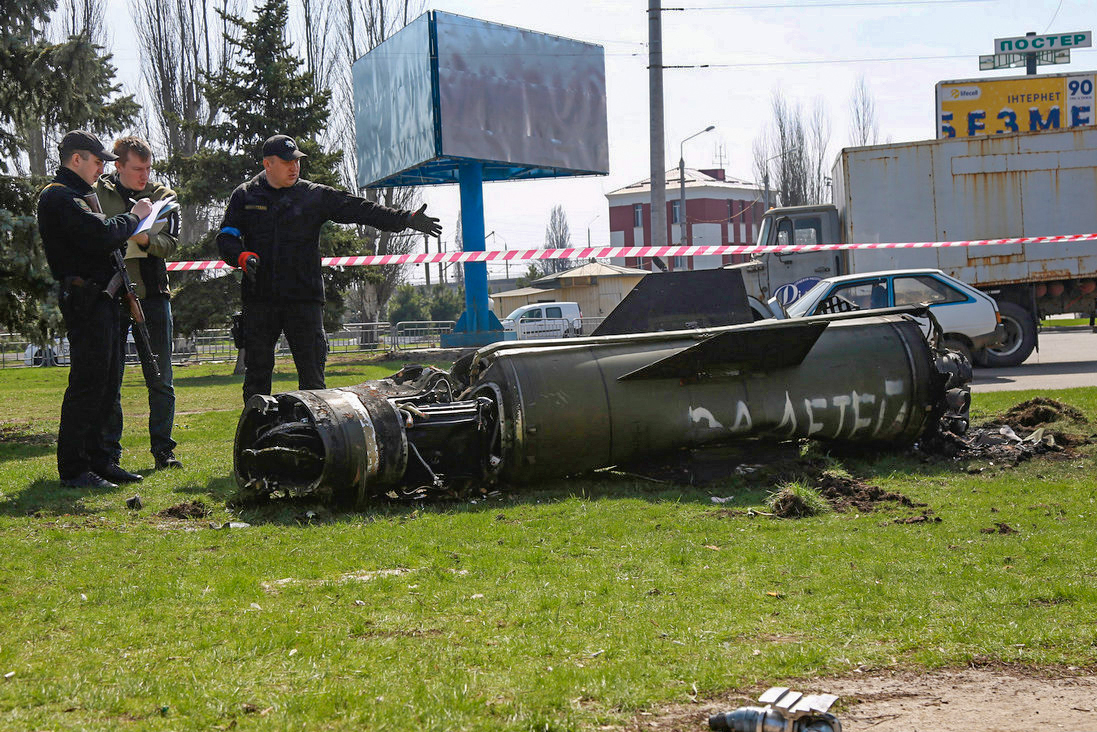
Залишки моторного відсіку ракети після удару по вокзалу Краматорськ, 8 квітня 2022 року

Перекинуті до Білорусі установки потім були помічені в липні 2022 року в окупованому Лутугине, Луганська область.
Російські терористичні війська неодноразово завдали удари по цивільних об'єктах ракетами комплексу «Точка-У» з касетною бойовою частиною. Зокрема:
- 24 лютого російською ракетою «Точка-У» з касетним зарядом обстріляно лікарню у Вугледарі. Загинуло 4 людини[25]
- 1 березня 2022 року Росія здійснила обстріл житлових кварталів Маріуполя ракетою «Точка-У» з касетними боєприпасами. На момент нанесення удару було відомо про 21 пораненого, кількість загиблих невідома[26].
- 13 березня трьома російськими ракетами «Точка-У» була обстріляна Авдіївка, одна з ракет була з касетними боєприпасами. Дві з них було збито[27].
- 14 березня 2022 року з контрольованої Кремлем території було запущено ракету по Донецьку в результаті чого загинуло 20 осіб[28].
- 26 березня Росія вдарила ракетою «Точка-У» по Лисичанську[29].
- 8 квітня 2022 року російські терористичні війська скоїли черговий злочин: двома ракетами з комплексу «Точка-У» з касетними бойовими частинами було обстріляно залізничний вокзал в Краматорську, де перебувало близько 4000 охочих евакуюватись людей[30]. За попередніми даними загинуло більше 50 осіб.
- 22 квітня 2022 року із використанням ракет з касетною бойовою частиною комплексу «Точка-У» було обстріляно Слов'янськ. Внаслідок дій окупантів пошкоджено будівлю загальноосвітньої школи та декілька житлових будинків[31].

6 березня 2022 року неподалік села Деснянка (фактично північне передмістя Чернігова) було знайдено щойно відпрацьований двигун ракети цього комплексу.
19 березня 2022 року українські військові поблизу міста Попасна за допомогою переносного зенітно-ракетного комплексу «Стінгер» збили російську ракету «Точка-У». 22 березня підрозділами ППО України було збито російську ракету «Точка-У».

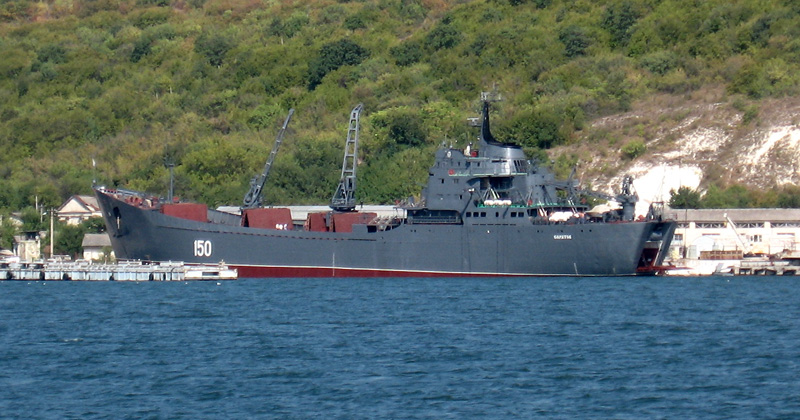
ВДК Саратов в Севастополі, 2007. Був знищений ракетним ударом з «Точка-У» в порту Бердянська 24 березня 2022 року

29 березня 2022 року у Білорусі зафіксовано рух на північ від українського кордону колони з ОРК «Точка-У» з тактичними знаками V.
24 березня 2022 у порту Бердянська ймовірно ракетою комплексу «Точка-У» ЗСУ знищено російський великий десантний корабель «Саратов».
За російськими даними 29 березня 2022 року українські військові здійснили успішний ракетний удар по польовому табору російських терористів під Бєлгородом.
В квітні 2022 року видання АрміяInform повідомило, що під час боїв за Чернігівщину українські військові успішно застосували комплекс «Точка-У» для нанесення удару по перевалочній базі російських окупантів.
Вдень 17 червня 2022 року Збройні сили України влучили в базу росіян на території Новокаховської меблевої фабрики в окупованій Новій Каховці на Херсонщині.

### Війна в Ємені
Ракетні системи «Точка-У» були у постійному використані Хуситами проти військових Саудівської коаліції та лоялистів.

## Інциденти

### Броварська катастрофа 2000 року
20 квітня 2000 року навчально-бойова ракета «Точка-У», запущена на військових навчаннях з Гончарівського полігону підрозділом 123-ї ракетної бригади Сухопутних військ Збройних сил України, зійшла з запланованого курсу та, пролетівши 90 км, влучила у житлову 9-поверхівку у місті Бровари Київської області. Унаслідок удару загинуло 3 особи, ще 5 отримали поранення.

## Оператори

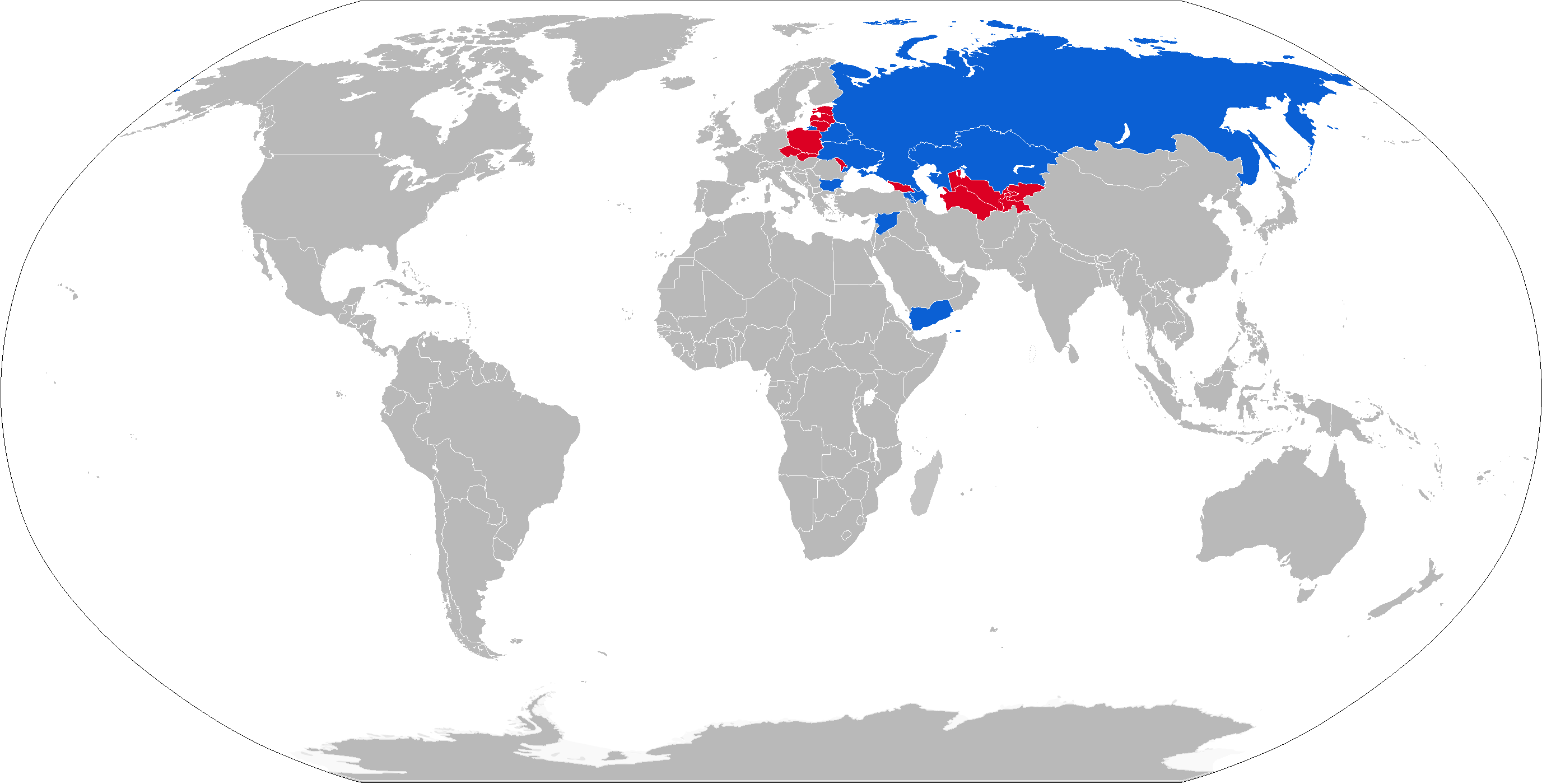
Карта операторів ОТР-21. Синім кольором показані поточні оператори, а червоним — колишні.
(Примітка: російські балістичні ракети «Точка-У» повернули на озброєння під час війни в Україні в березні 2022 року)

### Поточні
- Азербайджан: 3 комплекса 9К79-1 «Точка-У» на озброєнні, станом на 2024 рік[38]
- Болгарія: деяка кількість комплексів 9К79 «Точка» на озброєнні, станом на 2024 рік[39]
- Вірменія: 3+ комплекса 9К79 «Точка» на озброєнні, станом на 2024 рік[40]
- Казахстан: 12 комплексів 9К79 «Точка» на озброєнні, станом на 2024 рік[41]
- Росія: 50 комплексів 9К79-1 «Точка-У» на озброєнні, станом на 2024 рік[42][43].
- Сирія: деяка кількість комплексів 9К79 «Точка» на озброєнні[44]
- Україна: позначені як небоєздатні, станом на 2024 рік[45]. Станом на 2021 рік перебувало до 90 комплексів[46]. Згідно заявам Центру стратегічних і міжнародних досліджень станом на 2022 рік Україна мала 500 ракет 9М79[47].
  - 19-та ракетна бригада

### Статус невідомий
- Білорусь: 36 комплексів, станом на 2021 рік[48]. В звітах за 2024 рік не згадуються.
  - 465-та ракетна бригада

### Колишні
- Польща
- Чехословаччина

### Білорусь
15 лютого 2022 року стало відомо що під час навчань Союзна рішучість-2022 465-а ракетна бригада армії Білорусі провела стрільби комплексами «Точка-У». Армія Білорусі має на озброєні 36 ОТРК «Точка-У».

### Болгарія
У вересні 2021 року під час військових навчань «Шабла 2021-2» на однойменному зенітному полігоні «Шабла» артилерійсько-технічний відділ 4-го артилерійського полку Сухопутних військ Болгарії здійснив бойову стрільбу з тактичного ракетного комплексу 9К79 «Точка».
Окрім того, з'єднання ВПС Болгарії виконували бойові пуски із зенітно-ракетних комплексів 2К12 «Куб», С-75 «Волхов» та С-125 «Нева».
Також стрільби здійснювали формування Об'єднаного командування спеціальних операцій, Повітряні сили та Сухопутні війська, озброєні переносними зенітно-ракетними комплексами «Стріла-2М».
Військовослужбовці зенітно-ракетного дивізіону 61-ї механізованої бригади Сухопутних військ провели бойові пуски із зенітно-ракетного комплексу «ОСА-АКМ» по низьколітаючих цілях, які імітували ворожі гелікоптери вогневої підтримки.

### Росія

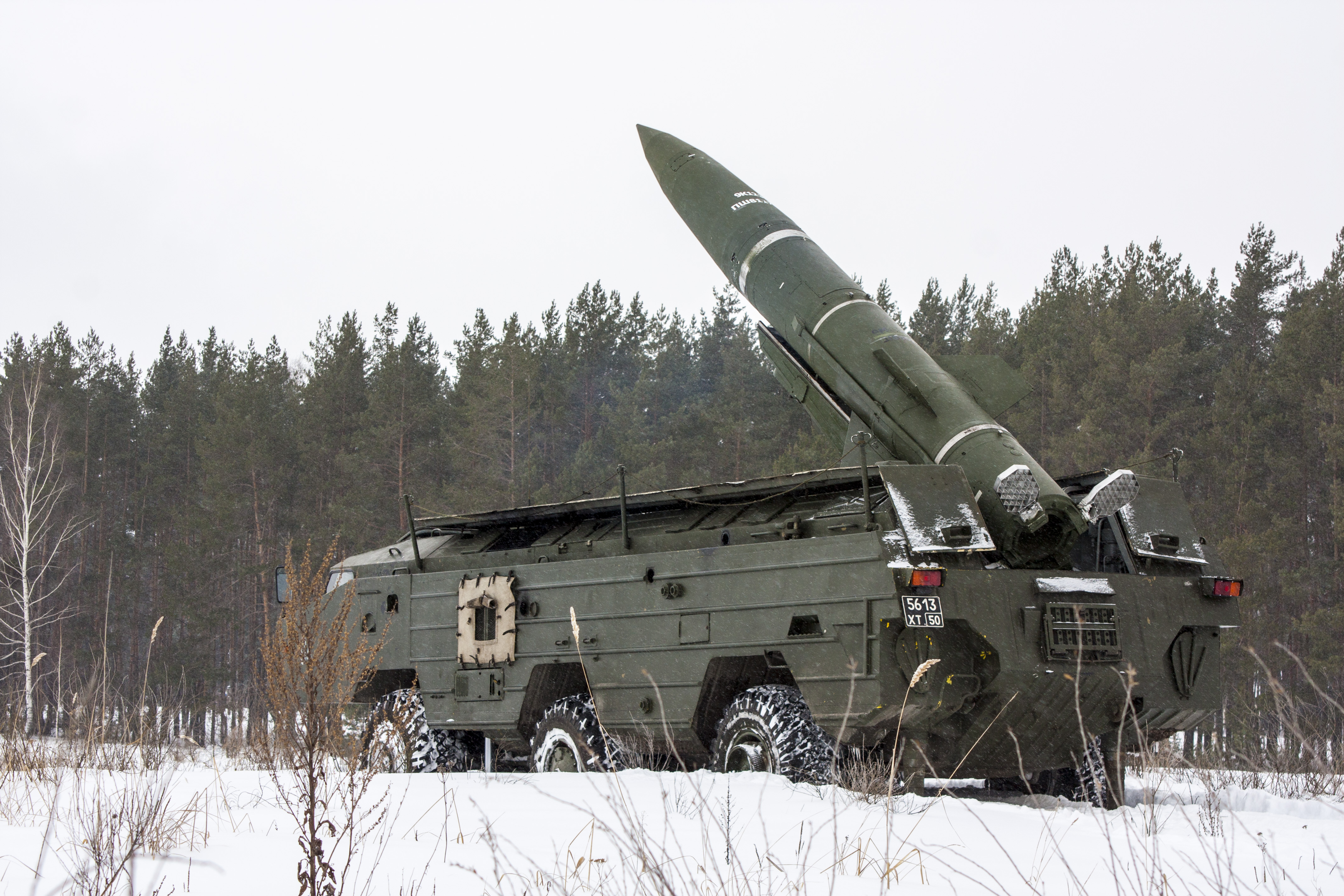
Російська «Точка-У» на навчаннях військ РХБ захисту в Курській області, 2018 рік

За даними центру АСТ офіційно «Точка-У» знята з озброєння російських збройних сил у 2019 році. Проте під час повномасштабної російської агресії з лютого 2022 року частину комплексів повернули знову на озброєння. Так, під час відступу російських загарбників з Київського та Чернігівського напрямів наприкінці березня 2022 року помітили пускові установки цього комплексу.
Крім того, нещодавно створена 47-ма ракетна бригада (дислокована в станиці Дядьковська) 8-ї армії РФ мала на озброєння «Точка-У» іще в 2021 році, а перший бригадний комплект ОТРК «Іскандер-М» був отриманий лише 26 січня 2022 року.
Маніпуляції зі зняттям з озброєння використовувались російською стороною для провокацій із звинуваченням ЗСУ. Наприклад, після удару по вокзалу в Краматорську 8 квітня 2022 із загибеллю десятків цивільних, росіяни намагались приховати злочин за начебто відсутністю в них таких комплексів.

### Україна
В Україні комплекси «Точка-У» перебувають на озброєнні 19-ї ракетної бригади, яка складається з чотирьох бойових та одного навчального дивізіонів, розгорнутих із початком російської агресії проти України. До цього на озброєнні бригади перебувало 12 комплексів у складі 3-х дивізіонів.
До початку російської агресії проти України у 2014 році роботи з продовження ресурсу ракет комплексу «Точка-У» та їхнього обслуговування здійснювали в Росії, або російські спеціалісти в Україні. Аналогічна ситуація була з ракетами 9М83 зенітно-ракетного комплексу С-300В1. До війни Україна не мала можливості їх обслуговувати самостійно — тільки за участі російських фахівців.
Активісти «Українського мілітарного порталу» на основі кадрів передачі «Про військо» у вересні 2018 року припустили, що на «Південмаші» налагоджено процес із продовження ресурсу ракет незалежно від російської сторони.
Наприкінці грудня 2019 року прес-служба КБ «Південне» підтвердила, що підприємством опановано процедури обслуговування ракет комплексу «Точка-У». Зокрема, у 2019 році відбулися успішні вогневі випробування маршових двигунів ракети комплексу «Точка-У». Також розпочались дослідницькі випробувальні пуски цих тактичних ракет, які проводились на одному з випробувальних полігонів на півдні України.
У квітні 2021 року на Херсонщині екіпажі тактичних ракетних комплексів «Точка-У» відпрацювали завдання ударів по місцях завантаження на кораблі морського десанту противника. Під час тактико-спеціальних навчань екіпажі вийшли в район бойового застосування та здійснили топографічну прив'язку перед проведенням умовних пусків по місцях завантаження на кораблі морського десанту умовного противника. А також відповідно й умовного тактичного десанту на гелікоптери.